# مارك لي غرين
مارك لي غرين (بالإنجليزية: Mark Green) هو رياضياتي وبروفيسور أمريكي، ولد في 1 أكتوبر 1947 في منيابولس في الولايات المتحدة.